# Ajuda (Lisboa)
Ajuda es una freguesia portuguesa del municipio de Lisboa, con 3,15 km² de área y 17 961 habitantes (2001). Densidad: 5 707,3 hab/km².

## Demografía
| Gráfica de evolución demográfica de Ajuda entre 2011 y 2021 |
|                                                             |
| Datos según el nomenclátor publicado por el INE portugués.  |

## Patrimonio
- Palacio de Ajuda
- Iglesia da Memória o Iglesia de Nuestra Señora de la Libertad y de San José
- Convento e Iglesia de Nuestra Señora de Buena Hora
- Villa Pedro Teixeira
- Ermita de Nuestro Señor de la Cruz o Capilla de Nuestro Señor de la Cruz
- Zona circundante de Palácio Nacional da Ajuda (Jardim das Damas, Salão de Física, Torre Sineira, Paço Velho y Jardín Botânico)
- Palacio de los Condes de Ega
- Palacio de Lázaro Leitão Aranha
- Monumento a D. Carlos I